# Vairao

Vairao leży na zachodnim wybrzeżu Tahiti

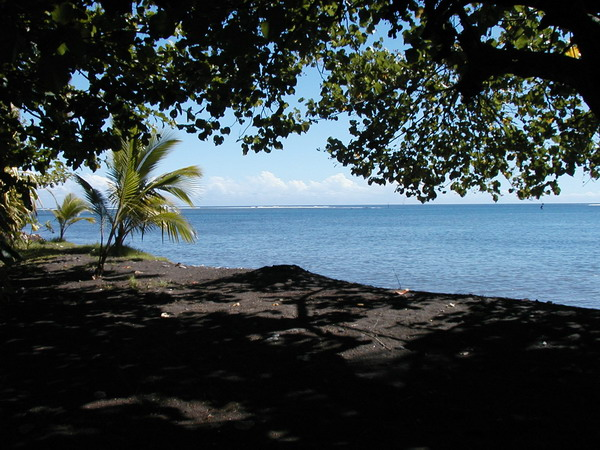
Linia wybrzeża na Tahiti

Vairao – miasto w Polinezji Francuskiej, na wyspie Tahiti. Według danych szacunkowych na rok 2008 liczy 2 618 mieszkańców.